# Młodzieżowe Indywidualne Mistrzostwa Szwecji na Żużlu 1986
Młodzieżowe Indywidualne Mistrzostwa Szwecji na Żużlu 1986 – cykl turniejów żużlowych, mających wyłonić najlepszych szwedzkich żużlowców w kategorii do 21 lat, w sezonie 1986. Tytuł wywalczył Henrik Gustafsson.

## Finał
- Hallstavik, 13 września 1986

| Msc. | Zawodnik              | Klub       | Pkt   |  |  |
| ---- | --------------------- | ---------- | ----- |  |  |
| 1    | Henrik Gustafsson     | Indianerna | 14    |  |  |
| 2    | Dennis Löfqvist       | Bysarna    | 12    |  |  |
| 3    | Christer Rohlén       | Indianerna | 11 +3 |  |  |
| 4    | Peter Nahlin          | Smederna   | 11 +2 |  |  |
| 5    | Kenneth Nyström       | Vetlanda   | 10    |  |  |
| 6    | Niklas Karlsson       | Ornarna    | 10    |  |  |
| 7    | Bo Arrhén             | Gamarna    | 9     |  |  |
| 8    | Conny Ivarsson        | Vetlanda   | 8     |  |  |
| 9    | Mikael Teurnberg      | Bysarna    | 8     |  |  |
| 10   | Peter Karlsson        | Ornarna    | 6     |  |  |
| 11   | Thomas Ek             | Vetlanda   | 5     |  |  |
| 12   | Per Jonsson           | Dackarna   | 4     |  |  |
| 13   | Patrik Karlsson       | Vargarna   | 4     |  |  |
| 14   | Tomas Andersson       | Vargarna   | 3     |  |  |
| 15   | Johan Staaf           | Piraterna  | 3     |  |  |
| 16   | Tommy Lindgren        | Indianerna | 2     |  |  |
| 17   | rez. Jörgen Johansson | Dackarna   | 0     |  |  |